# Oberes Land (Hethiter)

Das Obere Land und seine Umgebung

Das Obere Land (oder auch die Oberen Länder) war eine Großregion im Hethitischen Reich. Es lag am Oberlauf des Flusses Kızılırmak (hethitisch: Maraššanda) und am Çekerek Çayı (hethitisch: Zūliya). Als Muwatalli II. den Thron bestieg, setzte er als Verwalter seinen Bruder Ḫattušili III. im Oberen Land ein, als Nachfolger von Armadatta, Sohn des Zida.

## Name
Der Name wird stets logographisch geschrieben (KUR AN.TA, KUR UGUTI ). Auf hethitisch würde der Name *sarazzi udnē, auf akkadisch *mātum ellītum lauten.

## Lage
Das Obere Land ist frühestens für die Zeit von König Šuppiluliuma I. bezeugt und bezeichnet mehr eine geographische Region, als ein politisches Gebilde. Es lag östlich und südöstlich der hethitischen Hauptstadt Ḫattuša und grenzte im Norden an die Gebiete der Kaškäer, im Nordosten an Azzi-Ḫayaša und im Osten an Išuwa. Nach Alparslan dürfte der Çamlıbel-Pass der nördlichste Punkt des Oberen Landes gewesen sein. Als Grenze zum Kernland der Hethiter schlägt er das Karababa-Gebirge vor, das heute die Grenze zwischen den Provinzen Yozgat und Sivas bildet.
Zu den größten bronzezeitlichen Fundorten gehören Kayalıpınar (23 ha, heth. Šamuḫa), welches die wichtigste Stadt im Oberen Land war und kurzzeitig auch hethitische Hauptstadt. Weitere Fundplätze sind Kalkankaya (24 ha, ev. heth. Kuššara?), Gökdin Kalesi (28 ha, heth. ev. Pittiyarik?). und die Bergstadt Kuşaklı (18 ha, heth. Šarišša). Hethitische Texte bezeugen, dass zwischen Pittiyarik und Šamuḫa Flussschiffe verkehrten. Am Çekerek lag zudem die bedeutende Kultstadt Karaḫna, die ebenfalls zum Oberen Land gerechnet wurde.

## Wirtschaft
Das Land war, wie der Name besagt, höher gelegen und gebirgig, mit fruchtbaren Flusstälern. Besonders das Umland des Flusses Kızılırmak war sehr fruchtbar. Archäobotanische Auswertungen zeigen, dass hier während der Bronzezeit vor allem kälteresistente Gerstearten angebaut wurden, daneben noch Weizen. In bewässerten Gärten wurden Linsen, Erbsen und die damals auch von Menschen gegessenen Linsen-Wicken und Saat-Platterbsen angebaut. Auch Viehzucht spielte eine wichtige Rolle. Abfälle zeigen, dass der Anteil an Schafen bis zu 60 % betrug, Rinder etwa 25 %, Ziegen über 10 % und zudem seltener Schwein.